# Kana Kobayashi
Kana Kobayashi (小林香菜, Kobayashi Kana, née le 17 mai 1991 à Saitama, au Japon) est une chanteuse et idole japonaise, membre du groupe de J-pop AKB48 (team B). Elle est sélectionnée en 2006, débute avec la team K, et rejoint la team B en 2010.